# 関根豊松
関根 豊松（せきね とよまつ 1881年 - 1969年）は、日本の宗教家。

## 概要
天理教の史上有数のカリスマ性があったとされる人物。天理教の内部の天理教愛町分教会という組織を設立して、この愛町分教会は天理教の内部でも最大級の規模となる。天理教には分教会の上に大教会を置くという構成なのだが、愛町分教会の規模は大教会を凌ぐほどであった。1987年には天理教の教祖である中山みきが没してからの100年祭が天理市の本部で開催されることになり、愛町分教会からは10万人が団体で参加するという計画にしていたのだが、13万人が団体で参拝した。愛町分教会も大教会となれる規模であるのだが分教会を続けるのは、関根豊松は形式のこだわるよりも救済活動に重点を置いていたため。

## 生涯
裕福な家庭に生まれたものの父親に捨てられて次いで母親にも捨てられて、育ての親を転々とする幼少期を過ごした。両親は生まれる前に離婚していた。7歳頃より天理教の教会に通うようになり、家庭よりも教会との方が多く過ごした。15歳で天理教の講社に加入して18歳から天理教の教会に住み込んで布教に専念する。21歳の時には手でさすっただけで病人が治ると有名であった。40代まで東京で活動していたものの、この頃に言いがかりを付けられたために東京での職を辞任して、一家で東京から愛知に移住して愛知で単独布教をする。この期間も大きな苦労をしたが、愛知に移住して3年後には愛町宣教会を設立。それからさすらなくても祈るだけで病気を治したり、人の過去未来も見通す力や予知能力も身について、どんな病気も治す生きる神として教団内だけでなく中部地方の全県で有名な存在となった。真柱からも天理教の至宝と称えられる。
スジャータめいらくグループの創業者は、若い頃に関根豊松と直接接している。そしてこの創業者は熱心な天理教の信者として知られ、会社経営においても天理教の教えを導入して会社を発展させてきた。